# Joseph Joubert

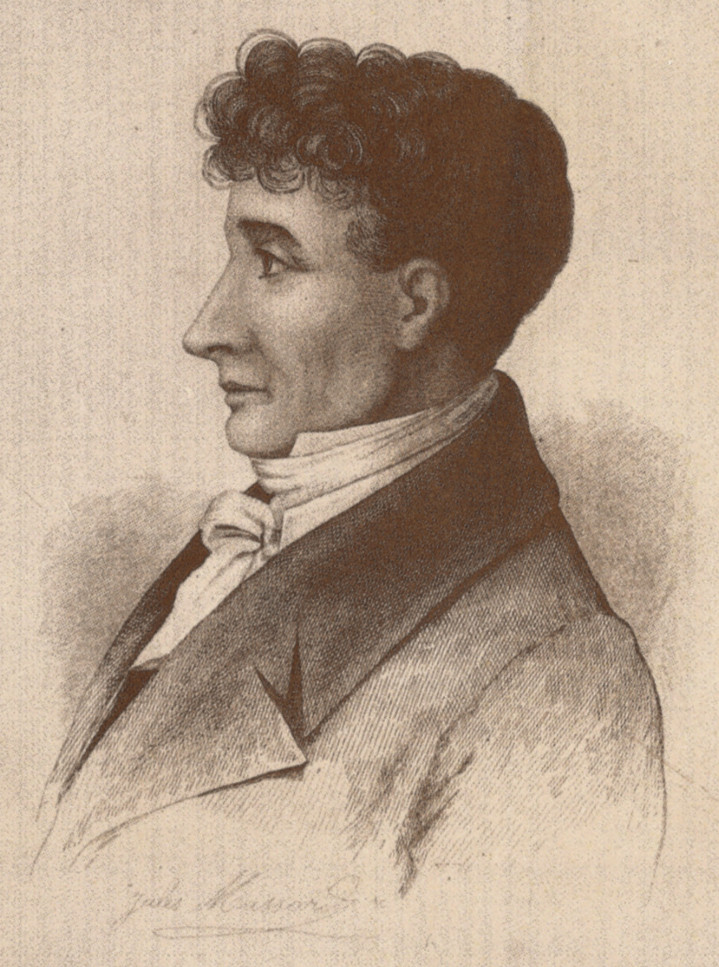
Joseph Joubert

Joseph Joubert (Montignac, Périgord, 7 de mayo de 1754-París, 4 de mayo de 1824) fue un moralista y ensayista francés recordado sobre todo por sus "Pensamientos" publicados póstumamente.

## Biografía
Asistió desde los 14 años a un colegio religioso en Toulouse, donde posteriormente fue profesor hasta 1776. En 1778 fue a París donde conoció a D'Alembert y Diderot, entre otros. Posteriormente se hizo amigo del joven escritor y diplomático Chateaubriand. Colaboró, en un primer momento, con la Revolución; más pronto, por los excesos de esa etapa, perdió toda ilusión por el ideal revolucionario.
Alternaba la vida en París junto a sus amigos con la vida en el campo en Villeneuve-sur-Yonne.
Joubert no publicó nada en vida, pero tuvo una amplia correspondencia y rellenó muchos cuadernos con pensamientos sobre la naturaleza del ser humano y la literatura. En tiempos de Napoleón fue nombrado inspector general de la universidad. Influido por el epicureísmo, Joubert se tomó con buen humor su propio sufrimiento ya que creía que la enfermedad afinaba el alma.
Cuando murió, su viuda confió a Chateaubriand sus apuntes y, en 1838, publicó una selección titulada Recueil des pensées de M. Joubert (Colección de Pensamientos del Sr. Joubert).
Las obras de Joubert han sido traducidas a numerosos idiomas. En 1866, George H. Calvert tradujo "Some of the 'Thoughts' of Joseph Joubert". Paul Auster realizó una traducción posterior al inglés. Matthew Arnold, en sus Ensayos críticos, dedica una sección a Joubert.

### Citas
Hay actos de justicia que corrompen a quienes los realizan.

## Principales ediciones
- Recueil des pensées de M. Joubert, publicado por Chateaubriand, Le Normant, París, 1838. Texto en línea
- Pensées, essais, maximes et correspondance de J. Joubert, prefacio de Paul Raynal, Le Normant, París, 1850 ; 1861.
- Pensées, introducción y nota de Victor Giraud, Bloud, París, 1909
- Carnets, textos recopilados por André Beaunier, Gallimard, París, 1938 ; 1994
- Correspondance de Louis de Fontanes et de Joseph Joubert:(1785-1819), Plon, París, 1943
- Pensées et Lettres, organizado por Raymond Dumay y Maurice Andrieux, Grasset, 1954
- Pensées, selección de textos presentada por Raymond Dumay, Club français du livre, 1954
- Essais:1779-1821, versión crítica completa de Rémy Tessonneau, A.G. Nizet, París, 1983